# Rathaus (Olesno)

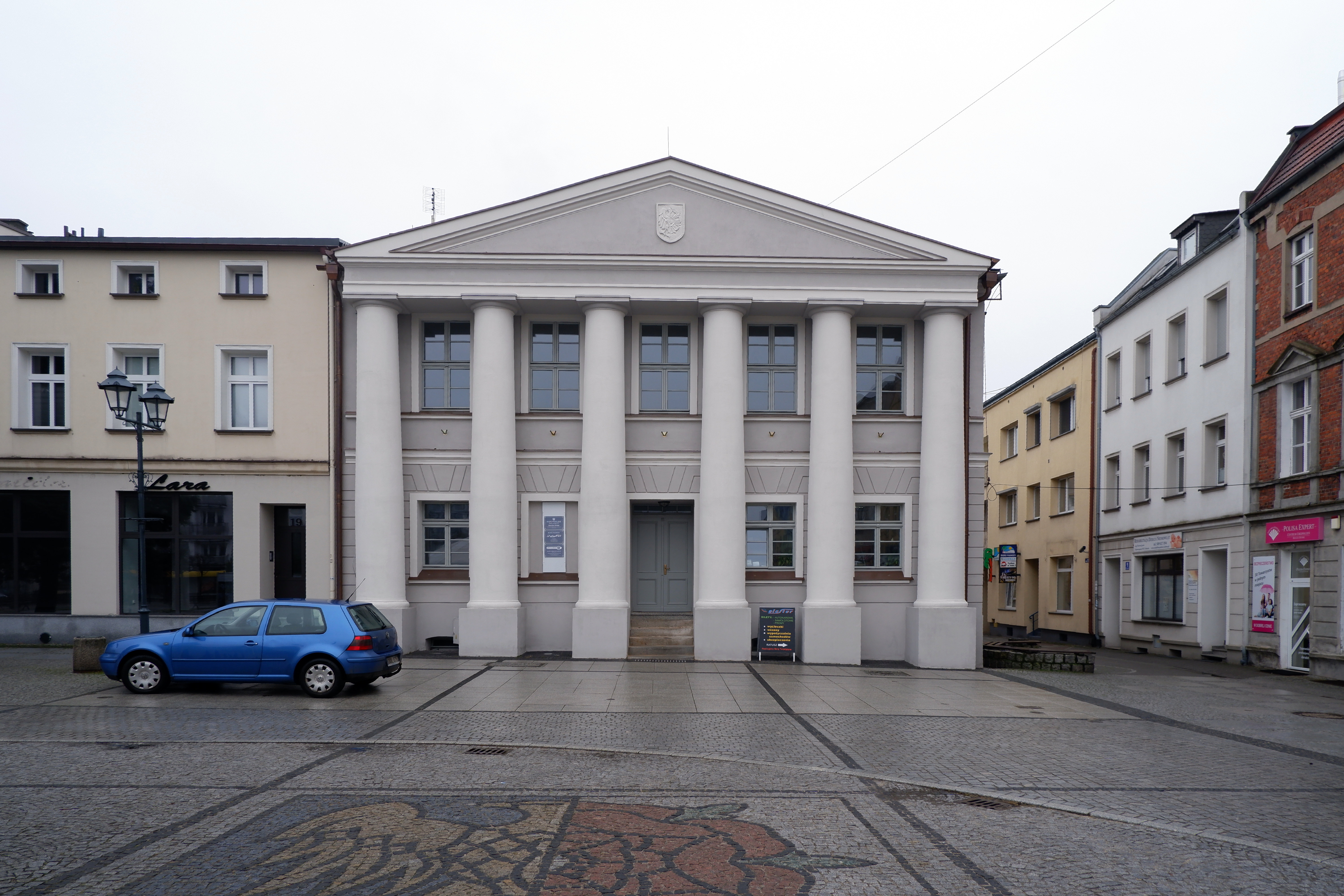
Rathaus heute (2024)

Das Rathaus in Olesno (Rosenberg O.S.) in der Woiwodschaft Opole wurde in den Jahren 1820/21 am Marktplatz, Ecke der heutigen Jan-Nikodem-Jaroń-Straße errichtet. Ursprünglich befand sich an dieser Stelle ein Rathaus aus dem Jahr 1640, das 1722 einem Brand zum Opfer fiel.

## Geschichte

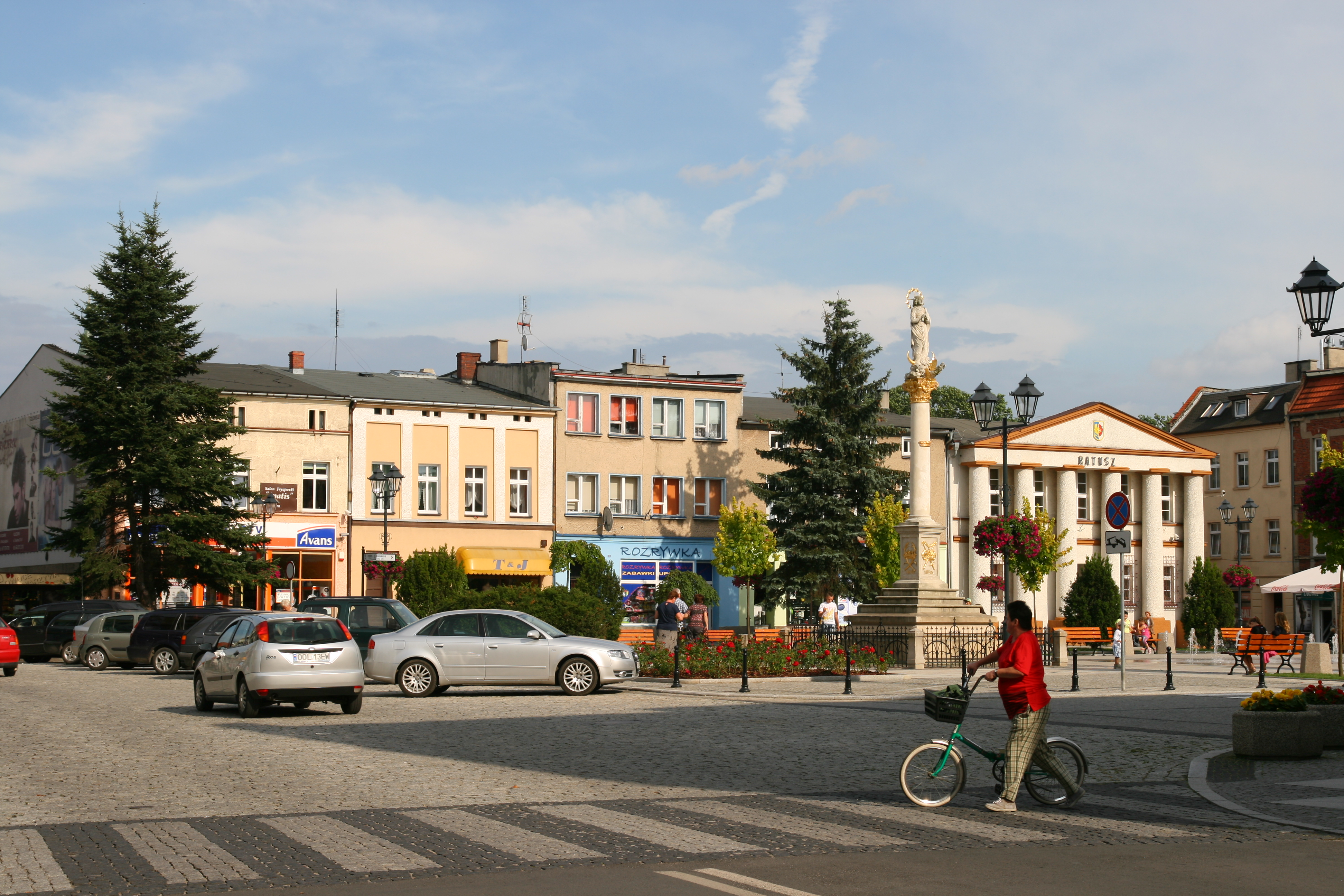
Die Lage des Rathauses (rechts) am Ring von Olesno (Stand 2013)

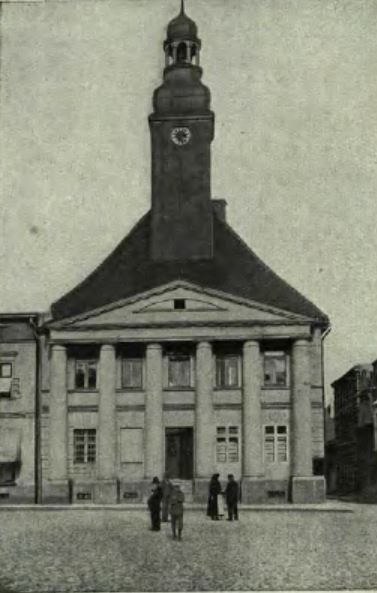
Das Rathaus um 1920

Das zweigeschossige unterkellerte Gebäude entstand im Stil eines sehr vereinfachten Klassizismus: der erst 1880 angebaute Portikus aus 6 dorischen Säulen ohne Entasis und Kanneluren; das Gebälk ohne Triglyphen und Metopen trägt ein Tympanon ohne Figurenschmuck.
Das Rathaus brannte in der Nacht vom 22. auf den 23. Januar 1945 ab. Der Geschichtslehrer Zeno Kurzeja rettete die wertvollsten Akten aus dem 15., 16. und 17. Jahrhundert vor den Flammen. Die Akten befinden sich heute im Breslauer Staatsarchiv.
Das einst steile ziegelgedeckte Walmdach wurde beim Wiederaufbau durch ein niedrigeres Satteldach ersetzt. Der hohe mit einem Zwiebelhelm gekrönte Turm auf quadratischem Grundriss wurde nicht wieder aufgebaut.
Das Gebäude diente nach dem Wiederaufbau als Museum, heute ist es Sitz des Standesamtes.
Das Rathaus wurde am 14. Oktober 1966 unter 1733/66 in das Verzeichnis der Baudenkmäler der Woiwodschaft Opole eingetragen.